# Vila Roberta Schmidta
Vila Roberta Schmidta je rodinný dům v Hradci Králové zbudovaný pro stavitele Roberta Schmidta v letech 1908–09. Autorem projektu vily byl architekt Rudolf Němec.

## Popis
Ing. Robert Schmidt byl majitelem jedné v nejvýznamnějších stavebních společností na Královéhradecku a ve své profesní praxi často spolupracoval s předními architekty, mezi nimiž byli např. Josef Gočár nebo Rudolf Němec, žák Bedřicha Ohmanna. Právě Rudolfa Němce oslovil Schmidt s poptávkou na návrh vlastní vily na okraji Pražského předměstí.
Němcův projekt je inspirován tehdy oblíbeným stylem anglického rodinného domu. Návrh domu asociuje práce Jana Kotěry z jeho raného období. Ústředním prostorem interiéru byla dvouúrovňová schodišťová hala s krbem – symbolem tepla domova. Z haly byly přístupné reprezentační místnosti (salon, jídelna s letní terasou), ale také kuchyně a ložnice spojená s koupelnou. Z dřevěného schodiště ukončeného galerií se pak vstupovalo do pokojů pro hosty. Podobně jako Kotěra, i Němec nejprve vytvořil funkční vnitřní prostor, a potom teprve navrhoval exteriér domu. Výzdobu ale pojal bohatěji než v případě Kotěrových návrhů: ornamentální linky kolem oken, umělecké detaily v kovu, dřevěné prvky ve štítech, bosáž z neomítaných žlutých lícovek na nárožích domu. Součástí areálu domu, který i stylem zahrady připomíná spíš venkovský dům než městskou vilu, byl i domek pro kočího se stájemi, kočárovnou, kůlnou a kioskem.
V roce 1929 byl areál rozšířen o novostavbu ateliéru, kde sídlila stavební firma Roberta Schmidta.